# Superficie di rotazione

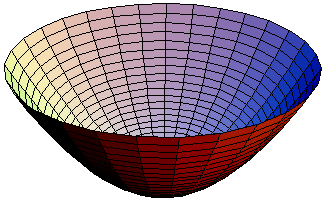
La parabola y=x^{2} ruotata attorno all'asse y

In geometria una superficie di rotazione o di rivoluzione è una superficie ottenuta ruotando una curva (detta generatrice o profilo) attorno ad una retta (l'asse di rotazione). 
La curva ottenuta intersecando un piano perpendicolare all'asse di rotazione si chiama parallelo della superficie di rotazione. La curva ottenuta intersecando un piano passante per l'asse di rotazione è detta meridiano. 

## Equazione parametrica
In generale una superficie di rotazione {\displaystyle \Sigma } è rappresentabile in equazioni parametriche fissando un sistema di riferimento cartesiano e rappresentando le equazioni parametriche della curva che la genera. Scegliamo z (per esempio) coincidente con l'asse di rotazione, le equazioni della curva sono:
{\displaystyle {\begin{cases}x=x(u)\geq 0\\y=0\\z=z(u)\end{cases}}}
dove {\displaystyle u\in [a,b]} è un parametro reale.
Ora supponendo che la curva sopra ruoti di un angolo {\displaystyle \theta \in [0,2\pi ]} attorno all'asse z, otteniamo le equazioni parametriche della superficie di rotazione:
{\displaystyle {\begin{cases}x=x(u)\cos \theta \\y=x(u)\sin \theta \\z=z(u)\end{cases}}}
In questo caso i paralleli sono dati fissando il valore del parametro u:
{\displaystyle {\begin{cases}x=x(u_{0})\cos \theta \\y=x(u_{0})\sin \theta \\z=z(u_{0})\end{cases}}}
mentre i meridiani, fissando il parametro {\displaystyle \theta _{0}}:
{\displaystyle {\begin{cases}x=x(u)\cos \theta _{0}\\y=x(u)\sin \theta _{0}\\z=z(u)\end{cases}}}

## Equazione cartesiana
Allo stesso modo possiamo rappresentare la curva che genera la superficie pensandola come equazione cartesiana:
{\displaystyle {\begin{cases}f(x,z)=0\\y=0\end{cases}}}
Prendiamo un punto fisso della curva {\displaystyle (x_{0},0,z_{0})} e vediamo che se lo facciamo ruotare intorno a z di un angolo {\displaystyle \theta } otteniamo un altro punto di equazioni:
{\displaystyle {\begin{cases}x=x_{0}\cos \theta \\y=x_{0}\sin \theta \\z=z_{0}\end{cases}}}
Poiché quadrando le prime due equazioni otteniamo: {\displaystyle x_{0}^{2}=x^{2}+y^{2}} si vede che {\displaystyle x_{0}\geq 0}. Allora l'equazione cartesiana della superficie di rotazione è:
{\displaystyle f\left({\sqrt {x^{2}+y^{2}}},z\right)=0}

## Prima forma differenziale di Gauss
Facendo riferimento a quanto detto sulle superfici parametriche possiamo ricavare l'espressione della prima forma quadratica di Gauss, che rappresenta in genere l'elemento di superficie. Poiché essa è una superficie regolare possiamo ricavare i vettori tangenti alle due linee t e θ:
{\displaystyle {\vec {T}}_{u}=(x'\cos \theta ,x'\sin \theta ,z')}
{\displaystyle {\vec {T}}_{\theta }=(-x\sin \theta ,x\cos \theta ,0)}
Allora i coefficienti della prima forma differenziale di Gauss diventano:
{\displaystyle E={\vec {T}}_{u}\cdot {\vec {T}}_{u}=x'^{2}+z'^{2}}
{\displaystyle F={\vec {T}}_{u}\cdot {\vec {T}}_{\theta }=0}
{\displaystyle G={\vec {T}}_{\theta }\cdot {\vec {T}}_{\theta }=x^{2}}
La prima forma quadratica di Gauss è:
{\displaystyle \left(x'^{2}+z'^{2}\right)du^{2}+x^{2}d\theta ^{2}}
In tal caso l'elemento di superficie diventa:
{\displaystyle d\sigma ={\sqrt {x'^{2}+z'^{2}}}\cdot x\cdot dud\theta }
e se ne può calcolare l'area:
{\displaystyle Area(\Sigma )=\int _{0}^{2\pi }d\theta \cdot \int _{a}^{b}{\sqrt {x'^{2}+z'^{2}}}\cdot x\cdot du}
Un caso particolare e notevole è la parametrizzazione della curva profilo mediante l'ascissa curvilinea s. Con essa la velocità del profilo è costantemente 1, ovvero {\displaystyle x'^{2}+z'^{2}=1}. Perciò i coefficienti della prima forma quadratica si riducono:
{\displaystyle E={\vec {T}}_{s}\cdot {\vec {T}}_{s}=1}
{\displaystyle F={\vec {T}}_{s}\cdot {\vec {T}}_{\theta }=0}
{\displaystyle G={\vec {T}}_{\theta }\cdot {\vec {T}}_{\theta }=x^{2}}
dove {\displaystyle s\in [a,b]} è il nuovo parametro dell'ascissa curvilinea. La prima forma quadratica di Gauss diventa:
{\displaystyle ds^{2}+x^{2}d\theta ^{2}}
con elemento di superficie:
{\displaystyle d\sigma =x\cdot dsd\theta }
e area calcolabile immediatamente:
{\displaystyle Area(\Sigma )=\int _{0}^{2\pi }d\theta \cdot \int _{a}^{b}x\cdot ds=\int _{a}^{b}2\pi x\cdot ds}

## Seconda forma differenziale di Gauss
Facendo riferimento alle superfici parametriche si può ricavare per ogni punto della superficie di rotazione i versori normali:
{\displaystyle {\hat {N}}={\frac {{\vec {T}}_{u}\times {\vec {T}}_{\theta }}{|{\vec {T}}_{u}\times {\vec {T}}_{\theta }|}}}
I coefficienti della seconda forma differenziale di Gauss diventano se ricaviamo le derivate parziali seconde:
{\displaystyle {\vec {T}}_{uu}=(x''\cos \theta ,x''\sin \theta ,z'')}
{\displaystyle {\vec {T}}_{u\theta }=(-x'\sin \theta ,x'\cos \theta ,0)}
{\displaystyle {\vec {T}}_{\theta \theta }=(-x\cos \theta ,-x\sin \theta ,0)}
otteniamo:
{\displaystyle L={\frac {{\vec {T}}_{uu}\cdot {\vec {T}}_{u}\times {\vec {T}}_{\theta }}{|{\vec {T}}_{u}\times {\vec {T}}_{\theta }|}}={\frac {z''\cdot x'-z'\cdot x''}{\sqrt {x'^{2}+z'^{2}}}}}
{\displaystyle M={\frac {{\vec {T}}_{u\theta }\cdot {\vec {T}}_{u}\times {\vec {T}}_{\theta }}{|{\vec {T}}_{u}\times {\vec {T}}_{\theta }|}}={\frac {0}{x{\sqrt {x'^{2}+z'^{2}}}}}=0}
{\displaystyle N={\frac {{\vec {T}}_{\theta \theta }\cdot {\vec {T}}_{u}\times {\vec {T}}_{\theta }}{|{\vec {T}}_{u}\times {\vec {T}}_{\theta }|}}={\frac {xz'}{\sqrt {x'^{2}+z'^{2}}}}}